# Ami Popper
Ami Popper (en hebreo: עמי פופר‎, nacido en 1969) es un asesino en masa israelí, condenado por el asesinato de siete personas en Rishon LeZion el 20 de mayo de 1990. Conocida como la masacre de Oyoun Qara por los palestinos, Popper asesinó e hirió a un grupo de palestinos en una parada de autobús en Rishon LeZion, motivo por el que fue condenado a cadena perpetua, si bien su condena fue posteriormente reducida a 40 años por un perdón presidencial.

## Contexto
Ami Popper nació en 1969 en Rishon LeZion (Israel) y sirvió en el ejército israelí hasta que fue licenciado con deshonor. Aparentemente, Popper fue castigado por un uso inapropiado de armas de fuego durante su servicio militar, donde trató de suicidarse, un hecho por el que fue encarcelado.

## Masacre
El 20 de mayo de 1990, robó a su hermano, un militar en activo, unos pantalones del uniforme del ejército israelí, un fusil de asalto Galil y cinco tambores de munición llenos. Alrededor de las 6:15 de la mañana, divisó un grupo de trabajadores palestinos de la Franja de Gaza en una parada de autobús en Rishon LeZion. Estaban esperando a que les recogieran para ir a sus lugares de trabajo en Israel. Popper sospechó que eran árabes, les exigió sus carnés de identidad y, tras confirmar que eran de origen palestino, les ordenó que se alineasen en tres filas de rodillas. Poco después, abrió fuego con su rifle Galil, asesinó a siete palestinos en el acto y dejó gravemente heridos a otros diez u once, tras lo que abandonó la escena del crimen en su coche. Los medios de comunicación palestinos informaron de que la policía israelí procedió a golpear a las víctimas supervivientes cuando se presentó en la escena. Popper fue arrestado una hora después.
La noticia de los asesinatos llegó rápidamente a la Palestina ocupada, donde numerosos manifestantes se enfrentaron a las fuerzas de seguridad israelíes. Siete palestinos más murieron en las protestas, incluido un chico de 14 años. Una semana después de los asesinatos, diecinueve palestinos habían muerto a manos de las fuerzas israelíes y alrededor de 700 habían resultado heridos. El primer ministro israelí Isaac Shamir calificó los asesinatos como un acto carente de importancia política dado que Popper estaba «perturbado», aunque el tribunal lo consideró cuerdo y apto para ir a juicio. Popper dijo a la policía que sus ataques habían sido en reacción a la Primera Intifada, aunque luego declararía que estaba consternado porque su novia había decidido dejarle. También afirmó que había sido violado por un árabe cuando tenía 13 años y que había cometido los asesinatos por la vergüenza y el deseo de venganza. Dos días más tarde, el rabino Meir Kahane organizó una celebración de sus asesinatos en Rishon LeZion.

## Condena y hechos posteriores
Popper fue imputado y condenado por siete cargos de asesinato en marzo de 1991, siendo sentenciado a siete cadenas perpetuas. Estando en prisión, Popper se hizo religioso y en junio de 1993 se casó con una mujer judía de nacionalidad canadiense miembro de una familia de activistas de Kach. Popper obtuvo permiso para recibir visitas conyugales y tuvo tres hijos con su mujer. En 1999, un indulto presidencial redujo su condena a tan solo 40 años de prisión. Popper estuvo inicialmente preso en la prisión de Maasiyahu, en el ala Torani, un ala de la prisión reservada a presos religiosos. Los presos de esta sección rezan tres veces al día y emplean la mayoría de su tiempo en estudiar la Torá y otros textos sagrados. En un determinado momento, su compañero de celda fue el exministro Shlomo Benizri. La autoridad de Popper en el ala Torani creció tras la liberación de Benizri. Popper comenzó a acosar al expresidente de Israel Moshe Katsav, que cumplía una condena de siete años por violación y otros delitos sexuales, porque Katsav había denegado una solicitud de indulto de Popper cuando aquel ejercía de presidente. Según el Sistema Penitenciario de Israel, Popper maltrató verbalmente a Katsav y envió otro compañeros para acosarle. En octubre de 2012, Popper fue trasladado a la prisión de máxima seguridad de Ayalon. Numerosos políticos de derechas y ortodoxos israelíes han exigido su liberación junto con otros prisioneros israelíes condenados por asesinato o por otros actos violentos cometidos contra palestinos, a cambio de la liberación de prisioneros palestinos condenados por actos similares cometidos contra israelíes.
El 17 de enero de 2007, durante un permiso penitenciario de 48 horas, Popper causó un accidente de tráfico al atravesar una línea continua e impactar contra vehículos que venían en dirección contraria. Su mujer y uno de sus hijos murieron en el accidente. Popper resultó herido también. La policía informó de que el permiso de conducir de Popper había expirado en 1999 y por lo tanto conducía sin carné. Los informes preliminares indicaban que los hijos de Popper no llevaban puestos los cinturones de seguridad traseros.
Popper se volvió a casar y se divorció. En mayo de 2013 se casó con su tercera mujer, conocida solamente como "M", quien se había previamente famosa por presuntamente dejar que sus hijos fuesen maltratados. Ambos contrajeron matrimonio en una pequeña ceremonia en Jerusalén para la que Popper recibió un nuevo permiso penitenciario. Según el periodista Uri Blau, la familia de Popper ha recibido ayuda económica de la ONG israelí Honenu y de donaciones deducibles provenientes de EE.UU.

## Víctimas
- Abed al-Rahim Muhammad Salem Breika, 23 años, natural de Jan Yunis.
- Ziad Moussa Muhammad Sweid, 22 años, natural de Rafah.
- Zayid Zeidan Abd al-Hamid al-Umour, 23 años, natural de Jan Yunis.
- Suleiman Abd al-Razeq Abu Anzeh, 22 años, natural de Jan Yunis.
- Omar Hamdan Ahmad Dehliz, 27 años, natural de Rafah.
- Zaki Muhammad Muhammadan Qudeih, 35 años, natural de Jan Yunis.
- Youssef Mansour Ibrahim Abu Duqqa, 36 años, natural de Jan Yunis.[1]